# Občina Sodražica
Občina Sodražica (slovinsky Občina Sodražica německy Gemeinde Soderschitz) je jedna ze slovinských občin. Správním centrem je Sodražica.

## Sídla
- Andol
- Betonovo
- Brlog – del
- Globel
- Janeži
- Jelovec
- Kotel
- Kračali
- Kržeti
- Lipovšica
- Male Vinice
- Nova Štifta
- Novi Pot
- Petrinci
- Podklanec
- Preska
- Ravni Dol
- Sinovica
- Sodražica
- Travna Gora
- Vinice
- Zamostec
- Zapotok
- Žimarice